# 금강초롱꽃
금강초롱꽃(영어: Diamond bluebell, 학명: Hanabusaya asiatica)은 초롱꽃과에 속하는 식물로,  한국고유종이다. 금강초롱꽃속(Hanabusaya)은 한국 고유 속 7가지 중 하나이다.

## 이름
금강초롱꽃속의 학명 Hanabusaya는 조선총독부의 지원을 받아 한반도 식물을 연구하던 일본의 식물학자 나카이 다케노신이 과거 초대 조선 공사를 지낸 하나부사 요시모토를 기리기 위해 그의 이름을 속명으로 삼은 것이다. 종소명도 발견지인 조선을 반영한 것이 아닌, 아시아산이라는 뜻의 asiatica이다. 조선민주주의인민공화국은 금강산 묘길상 부근의 군락을 천연기념물로 지정해 보호하는 등 금강초롱꽃에 대한 각별한 관심을 보이고 있는데, 하나부사야속이라 부르지 않고, 1976년부터 금강산이아(Keumkangsania)속이라고 라틴어 속명을 바꾸었다.

## 분포 지역
경기도의 용문산·화악산·명지산·강원도의 치악산·오대산·설악산·북한의 금강산 등 한국 중부 지방의 높은 산에만 산다.

## 특징

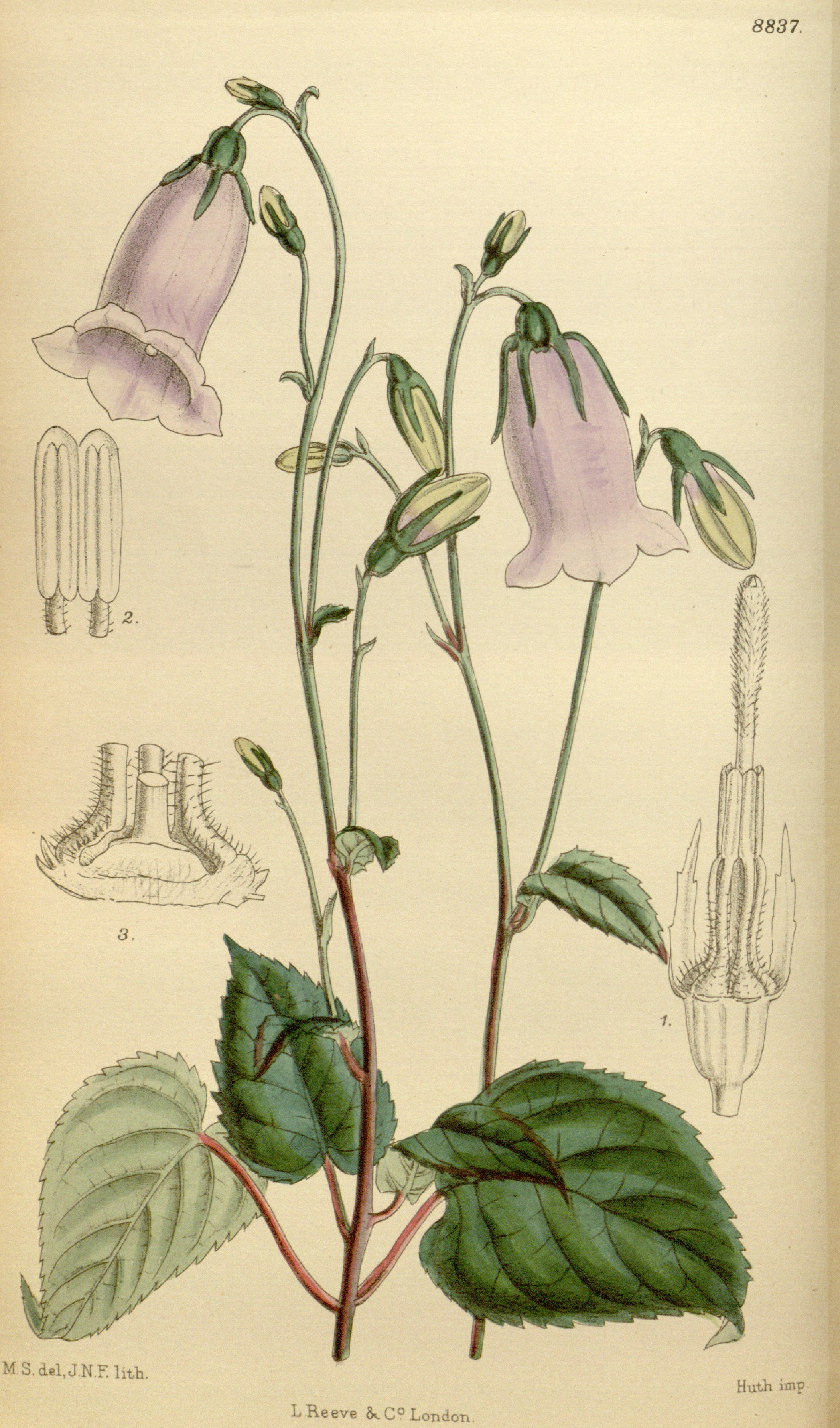
Matilda Smith가 그린 금강초롱꽃의 도판（1920년）

숙근성 여러해살이풀로 관화식물이다. 높이는 30~90cm로 직립으로 자란다. 잎의 형태를 보면, 근생엽은 밑부분에 달려 있고 비늘조각은 넓은 피침형이며 길이 7-12mm로서 4-6개의 잎이 어긋나기하지만 윗부분의 것은 마디사이가 짧기 때문에 모여나기한 것 같고 난상 긴 타원형이며 털이 없으나 윗부분에는 털이 다소 있고 길이 5.5~15cm, 폭 2.5~7cm로서 끝이 뾰족하며 밑부분이 원저 또는 아심장저이고 가장자리는 안으로 굽은 불규칙한 톱니가 있다.
꽃은 8-9월에 통꽃으로 피며 길이가 4.5~4.8cm, 직경이 2cm로서 연한 자주색 또는 백색(for.alba T.Lee)이고 밑을 향해 달리며 꽃받침은 5개로 갈라지고 열편은 길이 1-1.2mm, 중앙부의 나비는 1-2mm로서 털이 없다. 수술은 5개이며 수술대 밑부분이 넓고 가장자리에 털이 있으며 꽃밥은 길이 8-9mm이고 암술대는 끝에 털이 있으며 끝이 3개로 갈라져서 말리고, 씨방은 하위이다. 과실은 3실이고, 종자는 많다. 뿌리는 굵게 덩이뿌리를 형성하면서 뻗고 갈라지며, 몇개의 잔뿌리가 뻗어 있다. 초롱꽃속이나 잔대속의 식물들과는 달리 줄기에 나는 잎이 줄기 중앙에 4∼6장씩 모여서 달리므로 구분된다.

## 습성
배수가 잘 되는 비옥한 점질양토에서 잘 자라며 충분한 광을 요한다. 실생으로 번식하며, 고산식물로 15~25°C에서 잘 자라고 환기를 요한다.

## 이용
관화식물로 화분식재용이나 화단용으로 개발할 가치가 있다.

## 유사종
변종 검산초롱꽃(Hanabusaya asiatica var. latisepala)은 평안북도와 함경남도의 심산지역에서 자생한다. 아종에는 흰금강초롱꽃(H. asiatica Nakai for. alba T. Lee)이 있다.